# 토켈라우의 국가

토켈라우의 기

토켈라우는 뉴질랜드의 국가를 사용한다. 비공식적으로 "Te Atua o Tokelau" 혹은 "토켈라우의 신"을 사용한다.

## 비공식 국가

### 개요
2005년 토켈라우 입법부는 지역 국가 공모전을 개최하였다. 그 결과 현지 음악가 Eric Lemuelu Falima의 출품작이 당선되었고, 수정을 거친 후 2012년 3월에 채택되었다.

## 비공식 국가 가사

### 토켈라우어가사
Te Atua o Tokelau
Te Atua o nuku, te Atua o Tokelau
Fakamanuia mai ia Tokelau
Puipui tauhi mai ko ito filemu
Toku fenua, tau aganuku
Tau fuka ke agiagia
Lototahi, tumau hi to fakavae
Tokelau mo te atua
Te Atua o Tokelau
Hoa, he hoa lava

### 영어번역
The god of Tokelau
The god of villages, the god of Tokelau
Do bless Tokelau
Carefully tend the peaceful ito
My land, your custom
Your flag that’s waving
Of one mind, stand firm as a foundation
Tokelau for the god
The god of Tokelau

### 한국어번역
토켈라우의 신이시여,
마을과 토켈라우의 신이시여,
토켈라우를 축복하소서,
안전하고 건전히 유지하소서,
우리의 땅과 당신의 관습을.
펄럭이는 깃발 아래
한마음으로 기초를 굳건히 하자,
전능함을 위한 토켈라우,
토켈라우의 신

친구, 좋은 친구

## 같이 보기
- 토켈라우
- 뉴질랜드의 국가